# Elecciones parlamentarias de Portugal de 2002
Las elecciones parlamentarias de Portugal de 2002 se celebraron el 17 de marzo de ese año, con el propósito de elegir a los miembros de la Asamblea de la República. Tras la derrota del PS en las elecciones municipales del 16 de diciembre de 2001, el presidente del Gobierno, António Guterres, disolvió el Parlamento y convocó elecciones generales anticipadas.
Tras las elecciones, fue investido nuevo presidente del Gobierno José Manuel Durão Barroso, con el apoyo de su partido, el PSD, y del CDS. Cuando Durão Barroso dimitió de su cargo en 2004, Pedro Santana Lopes lo relevó como presidente del Gobierno, con idénticos apoyos políticos.
Con una abstención del 38,52%, los resultados completos fueron los siguientes:
| Elecciones legislativas portuguesas de 2002                |           |        |         |      |
| Partido                                                    | Votos     | %      | Escaños | Dif. |
| Partido Social Demócrata (PSD)                             | 2.200.765 | 40,21  | 105     | +24  |
| Partido Socialista (PS)                                    | 2.068.584 | 37,79  | 96      | -19  |
| Centro Democrático Social-Partido Popular (CDS-PP)         | 477.350   | 8,72   | 14      | -1   |
| Coalición Democrática Unitaria (CDU)                       | 379.870   | 6,94   | 12      | -5   |
| Bloque de Izquierda (BE)                                   | 149.966   | 2,74   | 3       | +1   |
| PCTP/MRPP                                                  | 36.193    | 0,66   | 0       | =    |
| Partido de la Tierra (MPT)                                 | 15.540    | 0,28   | 0       | =    |
| Partido Popular Monárquico (PPM)                           | 12.398    | 0,23   | 0       | =    |
| Partido Humanista (PH)                                     | 11.472    | 0,21   | 0       | =    |
| Partido Nacional Renovador (PNR)                           | 4.712     | 0,09   | 0       | -    |
| Partido de los Trabajadores de la Unidad Socialista (POUS) | 4.316     | 0,08   | 0       | =    |
| Bloque de Izquierda/Unión Democrática Popular (BE/UDP)     | 3.911     | 0,07   | 0       | -    |
| Votos en blanco                                            | 55.121    | 1,01   |         |      |
| Votos nulos                                                | 52.653    | 0,96   |         |      |
| Total                                                      | 5.473.655 | 100,00 | 230     |      |

Fuente: Comissão Nacional de Eleições Archivado el 3 de marzo de 2016 en Wayback Machine.